# Solenopsidini
Tribu
Les Solenopsidini sont une tribu de fourmis.

## Liste des genres
- Allomerus Mayr, 1878
- Anillomyrma Emery, 1913
- Antichthonidris Snelling, 1975
- Bondroitia Forel, 1911
- Carebarella Emery, 1906
- Diplomorium Mayr, 1901
- Epelysidris Bolton, 1987
- Megalomyrmex Forel, 1885
- Monomorium Mayr, 1855
- Nothidris Ettershank, 1966
- Oxyepoecus Santschi, 1926
- Phacota Roger, 1862
- Solenopsis Westwood, 1840